# Joppatowne
Joppatowne – jednostka osadnicza w Stanach Zjednoczonych, w stanie Maryland, w hrabstwie Harford.